# Alexandru Ionescu (bober)
Alexandru Ionescu (n. 12 martie 1903, București - d. 1987) a fost un bober român, care a concurat în cadrul competițiilor de bob din anii 1930 ai secolului al XX-lea.
El a făcut parte din echipa României ca pilot de bob la Jocurile Olimpice de iarnă din 1932 și 1936. La Jocurile Olimpice de la Lake Placid (1932), el s-a clasat pe locul 6 în proba de bob - 4. Patru ani mai târziu, la Jocurile Olimpice de la Garmisch-Partenkirchen (1936), a făcut parte din echipa de bob - 4, dar nu a reușit să termine competiția.